# マルガレーテ・フォン・アンハルト＝ケーテン

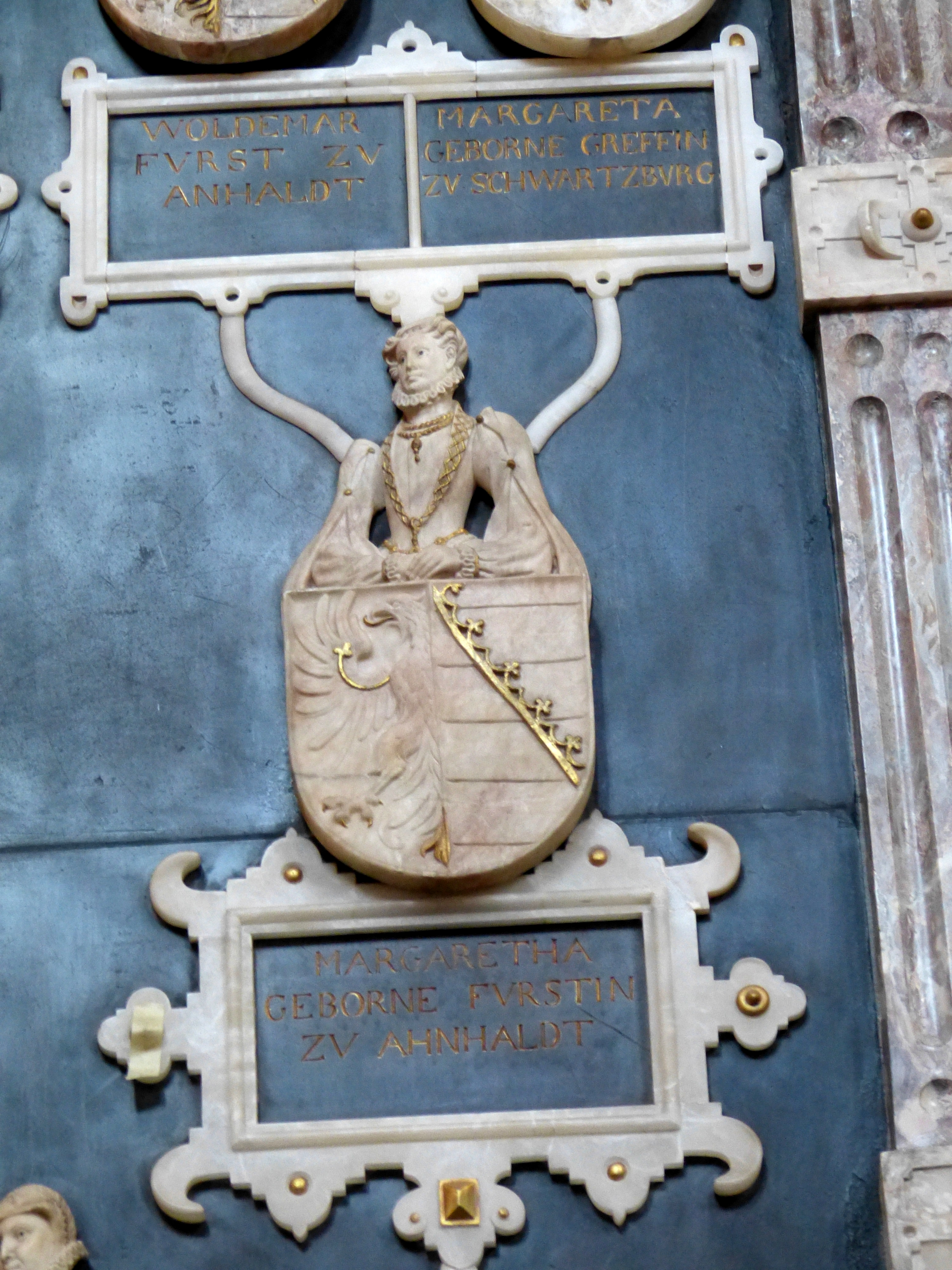
メクレンブルク公ウルリヒの墓石にあるウルリヒの妃アンナの祖母にあたるマルガレーテの像（ギュストロー大聖堂）

マルガレーテ・フォン・アンハルト＝ケーテン（ドイツ語：Margarete von Anhalt-Köthen, 1494年11月12日 - 1521年10月7日）は、アスカニア家のアンハルト＝ケーテン侯女で、後にザクセン選帝侯となるヨハンの妃となったが、ヨハンが選帝侯となる前に没した。

## 生涯
マルガレーテはアンハルト＝ケーテン侯ヴァルデマール6世とマルガレーテ・フォン・シュヴァルツブルク＝ブランケンブルク（シュヴァルツブルク＝ブランケンブルク伯ギュンター36世の娘）の娘である。
1513年11月13日にトルガウにおいて、マルガレーテは後にザクセン選帝侯となるヨハン・フォン・ザクセンと結婚した。ヨハンにとってマルガレーテは2番目の妃であった。マルガレーテが比較的弱小な一族出身であったため、ヨハンの兄フリードリヒ3世はヨハンがマルガレーテと結婚することに不満であった。この結婚により、フリードリヒ3世は兄弟での共同統治をやめ、領地を分割することとした。マルガレーテの兄ヴォルフガングは、フリードリヒ3世に次いで帝国内で2番目にルター派に改宗した諸侯であった。詩人フィリップ・エンゲルブレヒトは1514年にヨハンとマルガレーテに祝婚歌を捧げている。ヨハンはマルガレーテに愛情深かったという。
マルガレーテは1521年にヴァイマルの居城で死去した。夫ヨハンがザクセン選帝侯となる4年前のことであった。マルガレーテはヴァイマルのヘルダー教会に埋葬された。

## 子女
- マリア（1515年 - 1583年） - 1536年にポンメルン＝ヴォルガスト公フィリップ1世と結婚
- マルガレーテ（1518年 - 1535年）
- ヨハン（1519年9月26日） - 生まれた日に死去
- ヨハン・エルンスト（1521年 - 1553年） - ザクセン＝コーブルク公